# Ókor
Az ókor az emberiség történelmének az írásbeliség megjelenésétől a Nyugatrómai Birodalom bukásáig tartó korszaka. Ezt a korszakot az őskor előzi meg és a középkor követi.
Az első ismert írásos emlékek a valószínűleg legrégibb írásformával, az ékírással készültek i. e. 3500 körül. Ezt tekintjük az őskor végének és az ókor kezdetének.
Az ókor végének (és a középkor elejének) meghatározása nem egyértelmű, a legtöbb történelemtudós a Nyugatrómai Birodalom bukását (476) tartja a fordulópontnak.
Az ókor kezdete a régészet korszakbeosztása szerint a rézkor időszakával esik egybe Eurázsia legnagyobb részén. Az ókor része még a bronzkor és a vaskor, amelyek a rézkort követték.
Az ókori Közel-Kelet kronológiája biztos időpontokkal csak az i. e. 8. századtól rendelkezik: az i. e. 763. június 15-i ninivei napfogyatkozáshoz viszonyíthatunk, ami III. Assur-Dán uralkodásának idején Simannu (sziván) hónapban volt.
Az ókori Görögország és az ókori Róma történelmét együttesen antikvitás vagy antik kor néven szokás emlegetni.

## Az írás kialakulásához vezető út

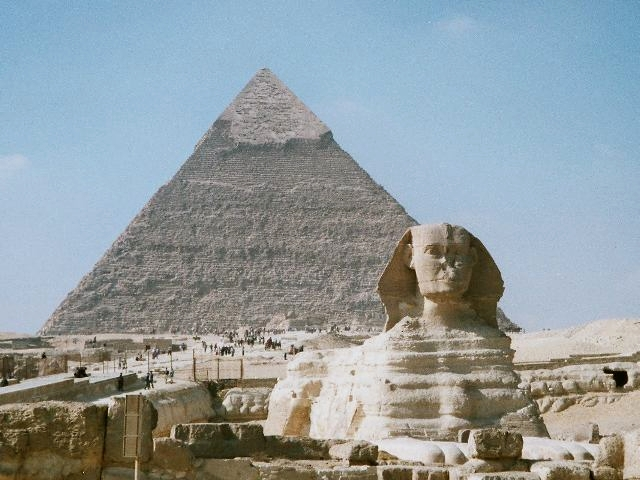
Hafré piramisa és a Szphinx (mindkettő az óbirodalom idején épült) Gízában, Kairó mellett

Az írott történelem terjedelme mintegy 5000–5500 év. Az ókor egy hatalmas változás megtestesítője, amely az idők múlásával ment végbe. Az ókor kezdetén az ember már birtokolta a tüzet és a kommunikációban számtalan egyedi jelrendszert alkalmazott. Kialakultak a civilizáció bölcsői.
A közösségi kapcsolatok egyre szorosabbra húzták az emberek közötti teret. Kialakultak a társadalmi csoportok. A mezőgazdasági és állattenyésztési ismeretek összegyűjtése nagyobb termelékenységet eredményezett, felesleg keletkezett, amit vagy a szűkös időkre tudtak tartalékolni, vagy a kereskedelem alapját jelentették. Már az ókort megelőző időben kiterjedt kereskedelmi tevékenységet bizonyító régészeti leleteink vannak. A nyelv kialakulása az emberi gondolkodás fejlődését eredményezte, ami tovább segítette a feleslegek felhalmozását.
Megjelentek olyan kultúrák is, melyek a fa, kő és csont helyett a nagyobb hatékonyságot adó fémeket kezdték el használni.
A környezetétől függő nomád kultúra mellett megjelenő földművelés állandó telepek kialakítását feltételezi. Csak megfelelő természeti körülmények biztosíthatták a megfelelő hatékonyságú mezőgazdasági termelést. Ilyen hely volt a Földközi-tenger partvidéke, Mezopotámia, Kelet-Afrika, az Indus-völgy, Délkelet-Ázsia és Kína déli területei, valamint Közép-Amerika.
A növénytermesztés elterjedése mellett fontos volt az állatok háziasítása is. Az állatok kezdetben húst, gyapjút és bőrt adtak, mint szállító eszközök a mezőgazdaságban és az építkezéseknél is egyre fontosabbá váltak az ember számára. Az állatoknak köszönhetően egyre több felesleget tudtak termelni, a kereskedelem révén pedig a falvak egyre gazdagabbak lettek. A mezőgazdasági települések azonban korlátozták a nomádok szabad mozgását, sőt a legjobb éghajlatú, legdúsabb legelőket foglalták el. A letelepült és a nomád népek közötti folytonos területszerzési csatározások a települések önvédelmének kialakítását tette szükségessé.
A településeken őrtornyokat, masszívabb épületeket, fa- és földsáncokat kőfalakat hoztak létre, hogy a település jobban védhető, nehezebben támadható legyen. Ahhoz azonban, hogy egy ilyen erődöt meg tudjanak építeni és meg tudjanak védeni, munkamegosztásban kellett dolgozni. Megjelentek a hivatásos munkások, katonák és az irányítók rétege is. Ahhoz, hogy egy ilyen nagy közösséget irányítani lehessen, hivatalnok réteg is kellett. A feleslegek megtermelése már el tudott tartani egy szélesebb papi réteget is, amely a természeti, gazdálkodási, történelmi, társadalmi összefüggések, ismeretek megőrzője, továbbadója és tanítója volt. Egyre bonyolultabb vallási rendszereket hoztak létre a megszerzett ismeretek bonyolultságának megfelelően. A felgyülemlett ismeretek hosszú távon már nem voltak memorizálhatóak. A képi, tárgyi emlékeztetők alkalmazása mindennapossá vált a társadalmi, a történeti, a gazdasági (termelési) és a vallási információk területén egyaránt.
Végül az idők elhozták az írás rendszerbe foglalását is. Az első írásrendszerek további lökést adtak a fejlődésnek, mivel általuk az ismeretek megőrzése, felhalmozása lényegében korlátlan távlatot kapott. Az első civilizációk Mezopotámiában, i. e. 3500 körül keletkeztek, majd egyre inkább terjedt Egyiptom (i. e. 3000), India (i. e. 2500), Kréta vagy a minószi civilizáció felé (i. e. 2000), hogy meghódítsa az olyan messzi területeket is, mint Kína és a közép-amerikai civilizációk (i. e. 1500).

## Alternatívák az ókor végének időpontjára
Az ókor végének és a középkor kezdetének leginkább elfogadott időpontja Romulus Augustulus megfosztása a nyugatrómai császári címtől 476-ban, a Nyugatrómai Birodalom bukása. Ezen kívül a történészek még a következő időpontokat szokták az ókor végének tekinteni:
- 313 – Nagy Konstantin elfogadott vallásnak nyilvánítja a kereszténységet
- 410 – a nyugati gótok kifosztják Rómát I. Alarik nyugati gót király vezetésével
- 529 – Nursiai Szent Benedek megalapítja a bencés rendet Monte Cassinóban

## Az ókori kelet és a mediterráneum civilizációi

### Mezopotámia

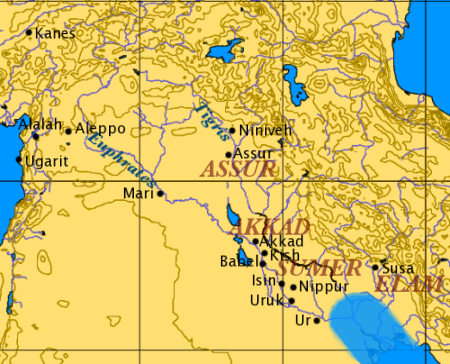
Az ókori Mezopotámia térképe

Az egyik első civilizáció kialakulásának helye. Ebben fontos volt, hogy termékeny talaját állandóan öntözi és táplálja két nagy folyó, a Tigris és az Eufrátesz. A terület a termékeny félhold egyik szarva. A késői neolitikum népei kezdték elhagyni a vadászó-gyűjtögető életmódot és egyre inkább a gyéren lakott síkságra költöztek, ahol meghonosították a földművelést és az állattenyésztést. Kezdetben főleg kis településeken éltek, ahol elsősorban a saját igényeik kielégítése volt a cél. Aztán megjelentek a tudományos vívmányok – a kerék, az eke és a fémművesség –, amelyek többszörösére emelték a termelést. A matematika, a csillagászat és a mérnöki tudományok segítségével ki tudták tolni a termelés határait. A déli területeken megjelentek a nagy csatornák, a mocsarakat lecsapolták, gátakat is építettek. Ezzel adottá vált a feltétel, hogy megjelenjenek a nagyobb közösségek, kialakultak a városok. Ezzel együtt azonban megjelentek az irányító rétegek is, akiknek feladata lett e bonyolult rendszer irányítása. Kialakultak a speciális szakmák – boltok, piacok, kézműves műhelyek stb. – is, amelyek tovább mélyítették a városi arculatot. A rétegek eltávolodtak egymástól és megjelentek a paloták, a vallási épületek, valamint a rabszolgaság, amely ingyen munkaerőt jelentett. A kereskedelmi kapcsolatok azonban csak akkor fejlődhettek tovább, ha a terményekből bőséges felesleg állt rendelkezésre. Ezért a mérnökök minél hatalmasabb öntöző- és gátrendszereket hoztak létre. Minderre az évenkénti áradások miatt volt szükség. Az áradások mindig nagy kihívásokat állítottak az ott élők elé, megnehezítve a munkát.
Ahogy növekedett a felesleg, úgy növekedett a népesség is; ahogy növekedett a népesség, úgy kellett egyre több földet a termelésbe vonni. De a föld véges volt. Itt jött be a mérnökök tudománya, a kereskedők teljesítménye. A termelést még hatékonyabbá tudták tenni, miközben a kereskedelem révén a hiányokat tudták pótolni. Megjelentek a törvények és a törvénykezés, amely a városi vezetés új rétegeinek fejlődéséhez is vezetett. Megjelentek az uralkodók, kialakultak az első városállamok. A további terjeszkedés akadálya azonban már nem a természet volt, hanem az, hogy a völgy megtelt. Így kialakultak az ellenséges viszonyok, megindultak a harcok egymás ellen. Egyes vélemények szerint az elit osztály ezt követően alakult ki; ők voltak a legyőzők.
A sumérok civilizációja egy olyan új rendet hozott el a térségbe, amely addig nem létezett. Ez pedig az egységes társadalom volt, uralkodóval, munkásokkal, katonákkal, papokkal, és a kultúra központjaival. A települések létszáma ezer főnél is több volt. Munkájuk szervezetebbé vált. Megjelent az ékírás, amely a kezdetleges piktogramok fejlődésével a föniciai írásig fejlődött tovább[forrás?]. A sumér irodalom nagy munkája volt az első eposz is, a Gilgames-eposz, amely fontos történeti és tudományos mű is egyben. Itt jelent meg az ember vágya a halhatatlanság felé, és ez a mű keresi a választ az élet értelmére is. Egyben tehát fontos filozófiai alkotás is.
Szintén fontos volt a zikkuratok, a lépcsős piramisok megjelenése. Ezek voltak a történelem első piramisai. Szerepük és kialakulásuk az egyiptomi piramisoktól egészen eltérő. Fontosak voltak, mint vallási központok és ugyanennyire fontosak, mint a hatalom képei is. Ha a Biblia Bábel-tornyát ide vennénk, azt gondolhatnánk, ezek is az emberi mindenhatóság szimbólumai. A sumérok féltek a haláltól[forrás?] és készültek a túlvilágra. Megjelentek a látnokok, a jósok, a bölcsek. Ezek a papok mellett igen jól megfértek.
A sumérok után megjelentek az akkádok, akik leigázták a sumérok területeit. Ezzel elkezdődött egy új és nagyobb népmozgás Mezopotámiában. Egymás után érkeztek a nomád népek, magukévá tették ezeket az új vívmányokat. Az akkádokat legyőző gutik, majd az amoriták uralkodtak a vidéken. Aztán megjelentek a Babiloni seregek.
Bár Babilon nem volt hosszú életű királyság, egyik uralkodója halhatatlanná tette. Ez pedig Hammurapi volt, aki megalkotta híres törvénykönyvét. Ezeket kőbe vésték, hogy mindenki számára elérhető legyen. Fontos volt az is, hogy ezeket a törvényeket már nem a papság, hanem a városi bírák ellenőrizték. A térségben ekkor sok állam függött a rabszolgáktól. E törvények róluk is rendelkeztek. Tovább fejlődött a tudomány és a kultúra.
Megjelentek a hettiták, majd az asszírok, a Méd-Perzsa Birodalom, majd pedig a makedón Nagy Sándor hódította meg ezt a vidéket. Végül a Római Birodalom terjesztette ki érdekszféráját a terület fölé. Bukása egyben az ókor bukása is volt.
- Sumer civilizáció
- Akkád Birodalom
- Babilónia
- Mitanni
- Asszíria
- Hettiták
- Szabá

### Nílus-völgyi civilizációk

Az ókori Egyiptom térképe

Ahogy Mezopotámia civilizációinak kialakulásában jelentős szerepet kapott a két nagy folyó, úgy kapott nagy szerepet a Nílus Észak-Afrikában. Itt is a földművelésre tértek át, mely a Nílus rendszeres áradása és vizének tápláló ereje létrehozta a nagy Egyiptomi civilizációt. Hatással volt rá a mezopotámiai kultúra, a tudomány, melyekből táplálkozott. Valószínűleg az első civilizációkra építkeztek és azokat továbbfejlesztve alakították meg a saját, immár nagyobb jelentőségű államukat.[forrás?]
Történelmük kezdeti szakaszáról igen sok a mezopotámiai hatásokról árulkodó lelet. A piramisok a sumérok zikkuratjára hasonlítanak, a hieroglif írás a sumér írásból táplálkozik.[forrás?] A kultúra és a tudomány is meghatározó hatást gyakorolt Egyiptomra. Ez a két civilizáció kapcsolatát feltételezi, amely minden bizonnyal igen gyümölcsöző volt. Az egyiptomi kultúra kezdetben a folyók mentén, de az árterek peremén fejlődött ki. Később az emberek letelepedtek a folyók mellé. Itt honosították meg ill. fejlesztették tovább a földművelést.
Kezdetben Felső-Egyiptomban jöttek létre szervezett egységek. Itt hamita népek éltek, akik falvaikban jelentős kereskedelmi állomásokat hoztak létre. Az állomásokon kialakuló szervezeti berendezkedés nagyban hasonlított a későbbi berendezkedéshez. Ezek az állomások egy sor kereskedelmi központot hoztak létre, melyek már nemcsak egymással, hanem külső központokkal is tartották a kapcsolatot. A két egyiptomi királyság, Felső- és Alsó-Egyiptom hirtelen jelent meg, előttük nem jöttek létre városállamok, mint a suméroknál. Királyukról nem tudunk sokat, de valószínűleg a kereskedelmi központokért folytatott küzdelemben tettek szert a hatalmukra. A déli királyság, Felső-Egyiptom volt az erősebb és i. e. 3200-ban egyesítette a Birodalmat. Ezután alakult ki az Egyiptomi Birodalom.
Ezután egy töretlennek ígérkező fejlődés indult meg, amely többek közt a hatalmas építményekben teljesedett ki. Ezek olyan maradandónak bizonyultak, hogy míg az első civilizációnak tartott sumérból alig maradt ránk valami, addig Egyiptom hatalmas tudásanyagot hagyott örökül az utókorra. A feleslegek termelése hatalmas vagyonokat hozott a királyoknak, akik nagy építkezésekbe vágtak bele. A hatalmas templomok és az egyiptomi találmánynak számító kőoszlopok mellett a piramisok hirdették és hirdetik ezen ókori nép hatalmát. Ezek az építkezések már a tudomány, a csillagászat nagy fokú fejlettségét feltételezi. Halottaikat bebalzsamozták, a művészet magas fokra jutott, az írások mindennél nagyobb jelentőségre tettek szert.

### Ókori Kína
A Sárga-folyó vidékén több kultúra fejlődött egymás mellett, amelyek nem voltak egységes birodalommá fejlődve. Ezek közé tartozott Hszia-kultúra is, amelyből létre is jött az első nagy dinasztia, a Hszia-dinasztia. Sikerre vitték a laza szövetségi rendszer átformálását és központosították a hatalmat. Bár az első birodalom nem volt nagy, mégis az első államként tartják számon.
Nem ismert pontosan a Xi'an környéki Kínai piramisok néven ismert építmények kora, ám valószínűnek tűnik, hogy kína ókorának kezdetére nyúlik vissza építésük ideje.
A második dinasztia a Sang-dinasztia lett. Területe a Sárga-folyó alsó területein volt, ahol sok település alakult ki. A Hszia-dinasztia kebelezte be a vidéket annak megalakulásakor, így először függőségi területté vált. Később a régi dinasztia felbomlása után egyre erősebbé váltak, végül i. e. 1500 körül megszületett a második állam. Régészeti leletek egy igen fejlett állam képét vázolták fel, amelyhez segítséget nyújtott a sok fennmaradt írásos emlék. Az irányítást Anjang fővárosból végezték, ez lett a birodalom központja. Kiemelkedett a had ereje, az államszervezet kiépítése, a kulturális fejlődés és kifinomult jellemzői, valamint a sámánizmus mély tisztelete.
A harmadik dinasztia a Csou-dinasztia lett, amely eredetileg a Sang-dinasztia vazallusaként létezett. Mivel sikerült több vazallus állammal szövetségre lépnie, megdöntötték a dinasztiát és létrehozták sajátjukat. De ez minden tekintetben az előzőre épült, folytatva és fejlesztve azt. Kiterjesztették a birodalmuk határait, megszilárdították a feudális államrendszert. Az első fontos korszaka a „Tavasz és az ősz korszaka” lett, amely egy széteső állam képe, míg a másik korszaka a Hadakozó fejedelemségek kora már egy szétesett birodalmat mutat.
Végül Cs'in állama kiemelkedett a többi közül és megalakította az első igazi birodalmat. Hatalma megszilárdítása végett a többi állam élére helytartókat küldött, erősen központosítva ezzel a hatalmát. Felmérhető hatalma a mostanában feltárt Cs'in császári agyagszobrok méreteiben. A dinasztia nem volt hosszú életű, nem sokkal halála után lázadások törtek ki, amelyből kiemelkedett a parasztokat irányító Liu Pang, aki később Han néven új dinasztiát hozott létre.
A Han-dinasztia 400 évig állt fenn és a maga idejében rendkívül sikeres államszervezetet és sikeres államot hoztak létre. Egyre erősebb technikai fejlődés indult be, kialakultak a kereskedelmi útvonalak, a természeti vallások helyére Konfuciusz tanai törtek be.
Bár a dinasztia uralkodói vigyázták az állam egységét, a külső és belső feszültségek egyre inkább gyengítették a hatalmat. Végül a helyi hadurak szerezték meg a hatalmat mindenhol, ami lassan megszüntette a Han-dinasztia hatalmát.

### Indus-völgyi civilizáció

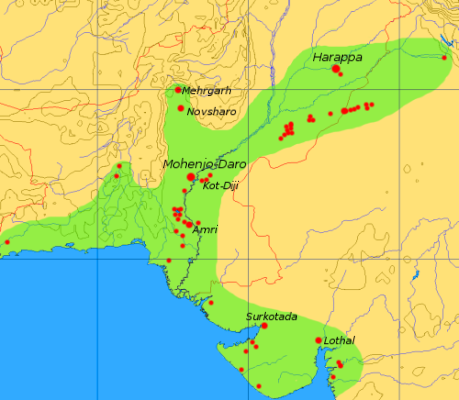
Az Indus-völgyi civilizáció kiterjedése és fontosabb városai

Az első jelentős civilizációs leletek Mehrgarh településen kerültek elő, amely az újkőkorszak legmeghatározóbb települése volt. De azon túl az ókori időkig lakott település legfontosabb fenntartója a mezőgazdaság volt. Hatalmas házak, gabonatárolók jellemezték a települést, amely fokozatosan fejlődött és alakult át. Az idő haladtával jelentek meg a háziállatok, a kézművesség, a réz megmunkálásának ismerete. A völgyben sokasodtak az ilyen települések, amelyek mind szervezettebbek lettek. Leletek szerint kiterjedt kereskedelmi kapcsolatokat tartottak más népekkel.
Aztán egyre több népcsoport telepedett le a völgyben, de közben egyre közelebb is kerültek az Indus folyóhoz. A falvakból fokozatosan városok alakultak ki, erős falakkal övezve. A városok szerkezete tudatos volt, mérnöki munkákat feltételezve. A kereskedelem is fontos volt, amely révén kapcsolatokat alakíthattak ki Mezopotámia és Közép-Ázsia népeivel.
Ekkor alakult ki a Harappá-kultúra, amely egybeolvasztotta az Indus-völgy népei. Ekkor jelent meg az írás, amely az élet számos helyén meghatározó volt. Kiterjedt kereskedelmi útvonalak hálózták be. A civilizáció hatalmas épületeket emelt, hatalmas gátak, paloták, fürdők, és rácsszerkezetes városok alakultak ki. A városok házai közül néhány kétszintes lett, ami a mérnökök munkáját dicséri. A városokat ellátták fedett csatornákkal is. A vizet csővezetékeken keresztül vezették a házakba.
A városokban tovább fejlődött a kézműipar. Jelentős mennyiségben találtak réz tárgyakat a régészek, amelyek a napi használati cikkektől egészen a harci fegyverekig mindenhol megjelentek.
Fontos hatása volt a kultúrára az uralkodó osztály hiánya. Nincsenek leletek arról, hogy léteztek volna despotikus uralkodók, erős vezetői rétegek. Azt mégis tudjuk, hogy voltak irányítók, hiszen egy ekkora mesterséges rendszert nem irányíthatott a véletlen. Voltak, akik megszervezték a munkákat, voltak, akik irányították azokat. Talán a kultúra elnyomta az uralkodó törekvéseket és a közösségre helyezte a hangsúlyt.
A civilizáció váratlanul tűnt el, ennek okáról nem sokat lehet tudni. Talán természeti katasztrófák, talán ellenséges nomád betörések voltak, mindenesetre annyi biztos, eltűnése gyors és váratlan volt.
Aztán egymás után jelentek meg a nomád törzsek, legjelentősebb képviselőjük az árják voltak. Ők Belső-Ázsia területeiről vonultak be. Fokozatosan foglalták el a területet és honosítottak meg új dolgokat. Legjelentősebb mind közül az indiai szent irodalmuk, a Védák, amely az indiai vallás Bibliája.
A nomád törzseket a Maurja Birodalom követte i. e. 325 – i. sz. 183 között. A birodalmat Csandragupta alapította, aki folytonos harcokkal kiterjesztette birodalmát. Unokája Asóka egyesítette a birodalmat, ez lett az első egységes indiai birodalom. Halála után a birodalom szétesett.
Az ókor még egy kimagasló birodalmat hozott el ezen a területen. Ez pedig a Gupta Birodalom lett, amely i. sz. 320-550 között létezett. Ismét egyesítették az indiai népeket, a kultúra pedig oly nagy fokra fejlődött, hogy India aranykorának tartják ezt az időszakot. A birodalmat a hunok támadásai döntötték meg, akik behatoltak egész Észak-India területére.
- Árják
- Kidarita királyság
- Maurja Birodalom
- Gupta Birodalom

### Ókori Irán
- Elám
- Méd Birodalom
- Óperzsa Birodalom
- Pártus Birodalom
- Szászánida Birodalom

### Ókori Kis-Ázsia
- Urartu
- Hettita Birodalom
- Phrüg Birodalom
- Lüd Birodalom

### Ókori mediterráneum

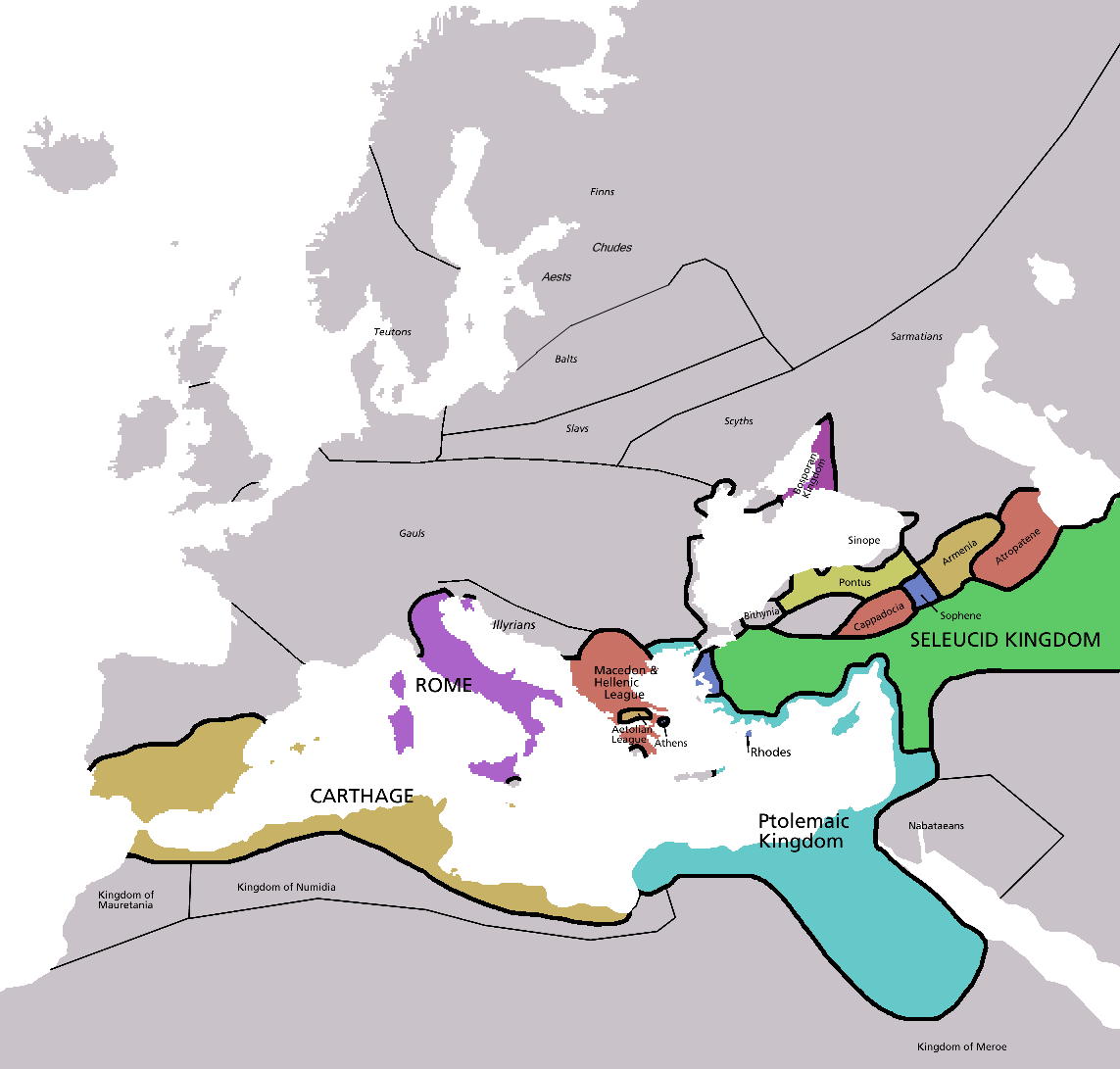
A Földközi-tenger államai i. e. 220

Hatalmas kulturális és tudományos fejlődés rázta meg az egész emberiséget mintegy 5500 évvel ezelőtt. A két nagy központban, Mezopotámiában és Egyiptomban hatalmas civilizációs ugrás következett be, amely új birodalmakat, királyságokat hozott létre. Megszűntek a társadalmi közösségek és helyettük létrejöttek az osztálytársadalmak. Ez nem csak e két jelentős területre koncentrálódott, hiszen hatott a peremterületeken élőkre is. De ahogy más fejlődési pályát futott be Egyiptom és Mezopotámia, annyira más pálya felé érkezett a mediterráneum is. Civilizációjuk alapja a régbe nyúló kultúra és társadalmi berendezkedés volt, amelyre hatással volt a kialakuló új korszak is. Az idők elhozták a földművelés és állattenyésztés lehetőségét, új társadalmak születtek. Létrejöttek a falvak, a kis közösségek. Az egyik legrégebbi a mai Anatólia területén lévő Catal Hülyük volt i. e. 6000-ből.
Európa eme déli, melegebb vidéke igen hamar benépesült. Jelentős volt a görög kultúra kialakulása, amely történelmi jelentőségű, meghatározta a későbbi emberek életét. Az Égei-szigetek mentén egy új kultúra született meg. Kőből és téglából építkeztek, értettek a fémművességhez, jelentős kereskedelmi kapcsolatokat építettek ki. Majd megjelent a minószi kultúra, amely kiemelkedett a többi nép közül. Hatalma nőtt, jelentős tengeri flottát tartott fenn. Aztán sorozatos bukások következtek, melyek végül a szárazföldi görög törzsek betörésével értek véget.
Ezután virágzott fel a mükénei civilizáció, amelyet a klasszikus Görögország követett. Ez már az a Görögország volt, amely az akkori világra és a későbbi Római Birodalomra is nagy hatással volt. Két nagy állami szervezete az athéni demokrácia és a spártai katonai hatalom volt. Folyamatos küzdelmet vívtak egymással, a betörő perzsa seregekkel, míg végül meggyengülve átadták a hatalmat a makedón királynak, Nagy Sándornak. Sándor, vagy Alexandrosz igen nagy hatalmat épített ki, meghódítva az ismert világ nagy részét. Eljutott az Indus völgyébe is. Halála után a birodalom négy részre bomlott, meggyengült és a Római Birodalom bekebelezte.
Keletebbre megjelent Fönícia, amely a mediterráneum jelentős hajós népévé vált. A föniciaiak az égei kultúra hanyatlása után töltötték be ezt az űrt. A mai Libanon területén éltek, amely jelentős kereskedelmi központ volt. Az élelmiszerek termesztését már nem tudták saját területeiken fedezni, ezért gyarmatokat hoztak létre végig a Földközi-tenger mentén, mint annak idején Kréta. Civilizációjuk tovább fejlődött, megjelent az üveg, a festett szövetek, de legnagyobb találmányuk mégiscsak a 22 mássalhangzóból álló ábécé volt.
Aztán megjelentek a zsidók, akik teljesen átformálták a későbbi korokat. Ha a Bibliát vesszük alapul, mint történelmi feljegyzést, alig pár ember indult útnak a sumér Ur városából Ábrám vezetésével, aki Isten hívására elindult, hogy új hazát keressen. A történelem azonban nem folytatja innen, mivel mint nép nem volt soha kiemelkedő. Birodalmuk is alig pár uralkodóra korlátozódik, inkább a vallásuk az, amely jelentősen eltért a többitől. Míg a környező népeknél több istent tiszteltek, addig náluk csak egyet, és ez sem faragott bálvány volt, hanem egy láthatatlan, égben lakó Valaki. A Római Birodalom jelentős erőkkel vonult fel a mediterráneum meghódítására. Ekkor vetették uralmuk alá a vidéket. Megszületett Jézus, akinek tanításaiból új vallás indult el, a kereszténység. Később Róma is átvette ezt, és államvallássá tette. Az ókori világ megszűnésekor a kereszténység volt a legnagyobb vallás.
- Trákia
- Minószi civilizáció
- Fönícia és Kánaán
- Ókori zsidó civilizáció
- Ókori örmény civilizáció
- Ókori Görögország
- Hellenisztikus civilizáció
- Karthágó
- Ókori Róma

## Európa és Ázsia északabbi területei
Ismertebb népek
- kelták
- dákok
- germánok
  - gótok
- szkíták
  - ászik, alánok
- hunok

### Kárpát-medence
- A Kárpát-medence története a honfoglalásig

## A világ többi területe

### Afrika
- Akszúmi Királyság
- Punt
- Garamantészek
- Nok kultúra

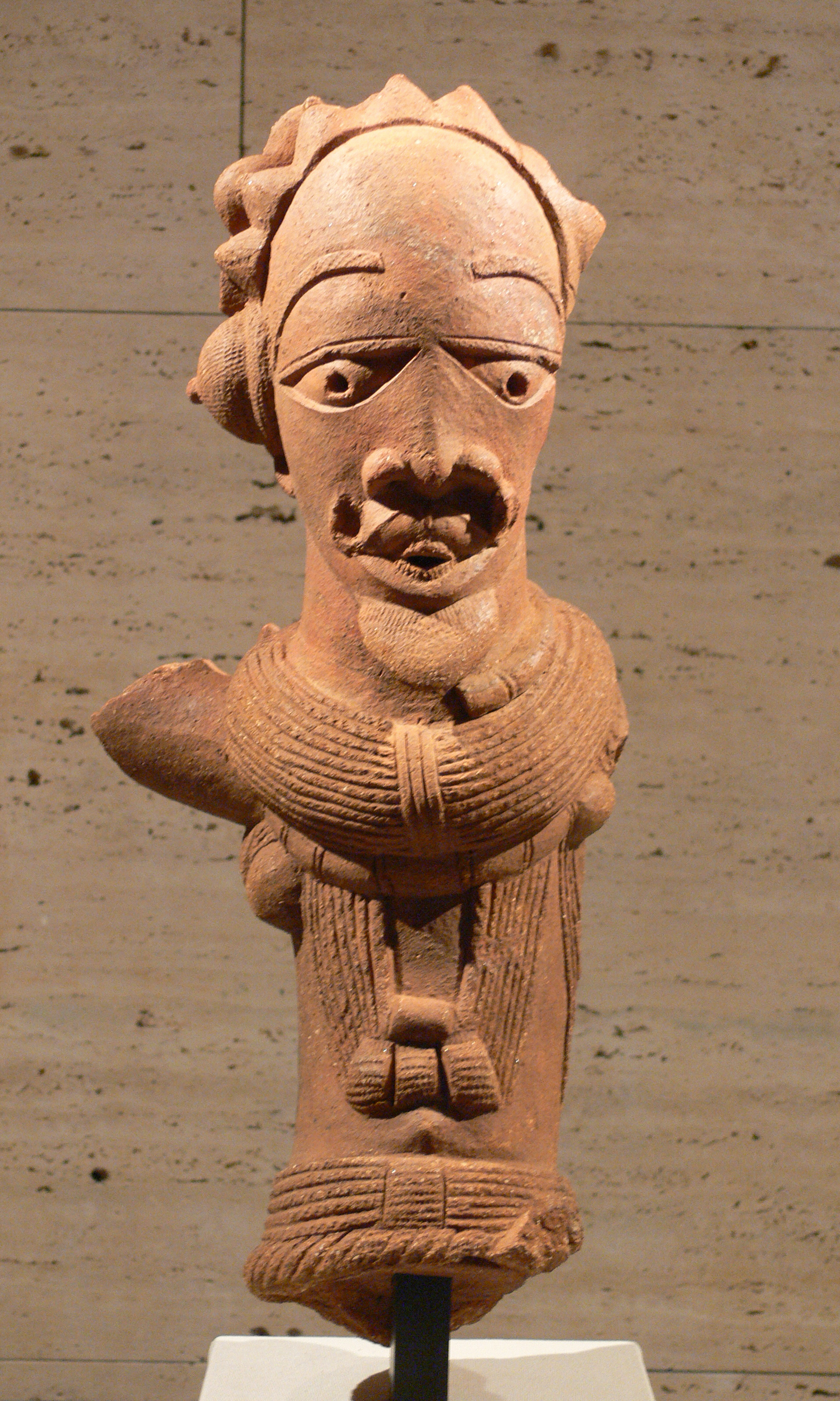
A közép-afrikai Nok kultúra idejéből megmaradt szobor

Az időszámítás előtti 3000-1500 közötti éveket sokszor úgy látjuk, mint a kultúra kezdete, az írás, a nagy építkezések megjelenése, esetleg a teljes társadalmi rendszer átrendezése, amiért érdemes reá figyelni. Afrika egy kicsit más, hiszen nem volt jelentős változás, de azért igen sok figyelemreméltó dolog történt ott is. Mikor Kr. e. 3000 körül a Szahara kezdett kiszáradni, Afrika megváltozott. Mind társadalmilag, mind politikailag. Ehhez társult még a vas megjelenése is a Kr. e. 1 évezred folyamán.
Sokan, akik elmennek Afrikába, látják az ott élő társadalmakat, úgy gondolják, ezek a közösségek évezredek alatt nem változtak semmit. Pedig ez nem igaz, egész társadalmak élete lett mássá. Kialakultak a laza csoportok, törzsek, amelyek önállóak voltak, mégis, sikeresen össze is tudtak dolgozni egy-egy fontosabb cél érdekében. A csoportokat egymás mellett tartották, ügyelve arra, hogy ne tűnjön ki egyik sem, vagy éppen ne vesszen el. És ez a harmonikus együttélés volt jellemző a csoportok belső rendszerére is. Nem engedték meg, hogy valaki kitűnjön a többiek közül, akinek több volt, az adott a feleslegből. Mintegy elvárták ezt.

### Amerika
- Mound kultúra
- Adena kultúra
- Olmékok
- Zapotékok
- Maja civilizáció
- Chavín-kultúra
- Csimu-kultúra
- Mocsikák
- Tiahuanaco-kultúra
- Paracas-kultúra
- Nazca-kultúra
- Kalima kultúra
- Norte Chico civilizáció

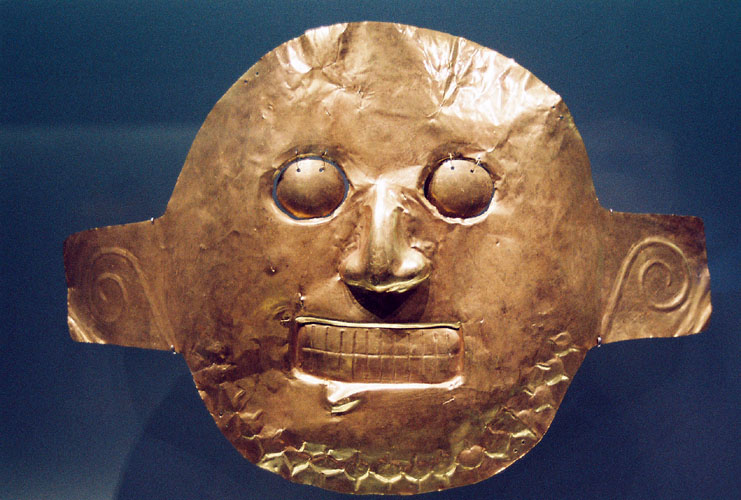
Aranyból készült maszk a Kalima kultúrából, Kolumbia

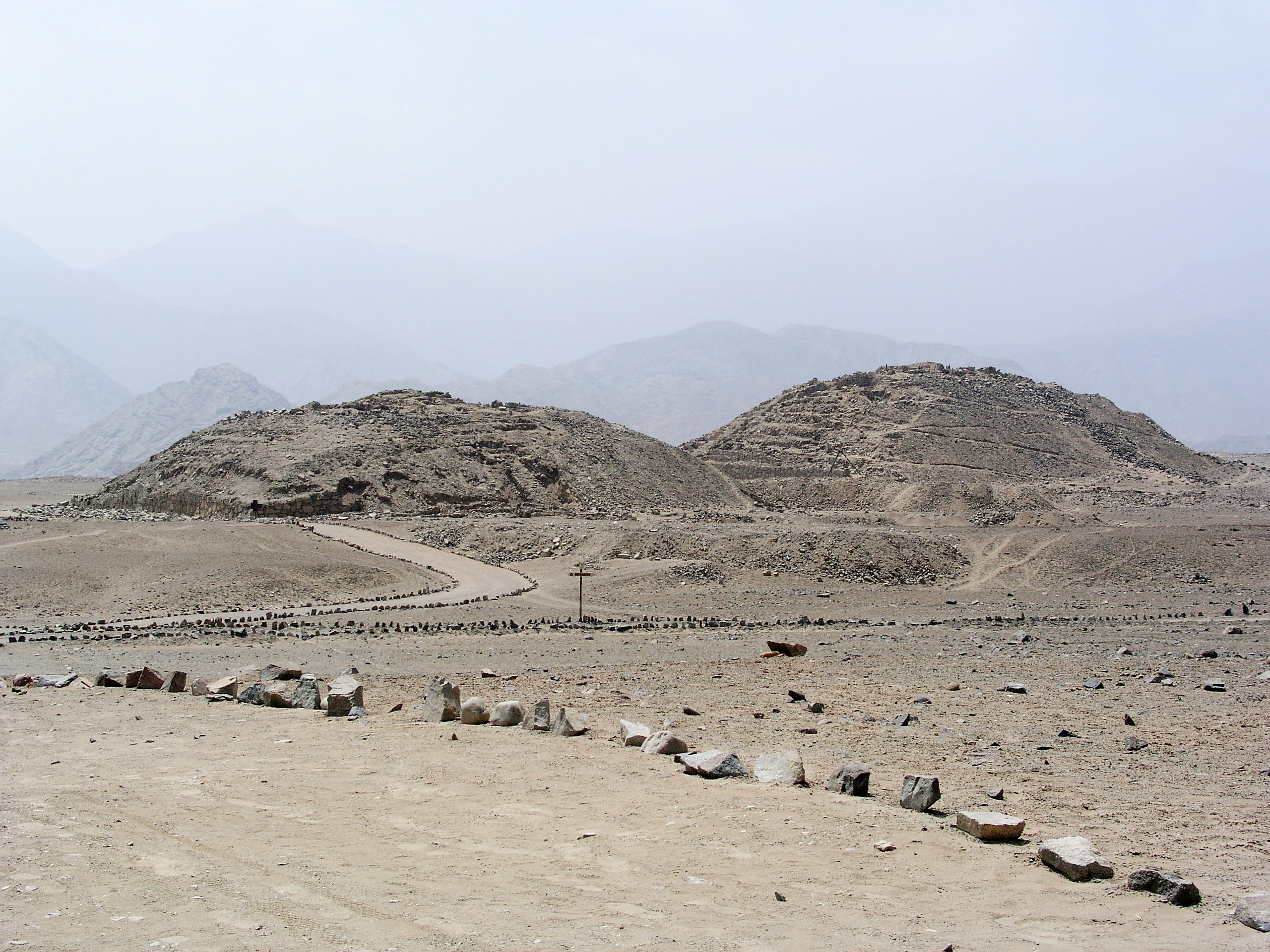
A Norte Chico cilvilizáció piramisainak romjai Caral-Supe területén, Peruban

Amíg az európaiak fel nem fedezték, az amerikai kontinens eddigi tudásunk szerint elszigetelten fejlődött, legalábbis az európaiaktól. Illetve ezekben az időkben vándorolt be, nagy számú indián Ázsiából (pl: eszkimók).

## Külső hivatkozások
- Ókor.lap.hu